# Ronald Agénor
Pour les articles homonymes, voir Agénor.
Ronald Agénor, de son nom complet Ronald Jean-Martin Agénor, né le 13 novembre 1964 à Rabat (Maroc), est un ancien joueur de tennis professionnel haïtien, naturalisé américain en 2006.

## Carrière
Fils de Frédéric Agénor (ancien diplomate des Nations unies et ministre de l'agriculture d'Haïti), il a découvert le tennis au Congo à l'âge de 10 ans et s'est ensuite perfectionné en France, à Bordeaux. Sa carrière junior le voit grimper à la 8e place mondiale en 1982, année durant laquelle il gagne deux titres à Monte-Carlo et à Charleroi, atteint les demi-finales du prestigieux Orange Bowl et remporte la médaille d'or aux Jeux d'Amérique centrale et des Caraïbes organisés à La Havane. L'année suivante, il gagne ses premiers points ATP lors d'un tournoi Satellite en France, entrant alors dans le classement ATP à la 793e place. Il participe ensuite aux Jeux olympiques de Los Angeles puis commence véritablement sa carrière en 1985, année durant laquelle il passe de la 416e à la 49e place mondiale.
En 1987, il atteint la finale des tournois de Gstaad, Bordeaux et Bâle, perdant cette dernière face à Yannick Noah, dans la première finale de l'histoire opposant deux joueurs noirs. Il atteint l'année suivante les huitièmes de finale de Roland-Garros (victoire sur Andres Gomez) et de l'US Open, ainsi que les demi-finales du tournoi de Rome en battant Aaron Krickstein, Mats Wilander (alors n°2 mondial) et Andre Agassi.
Il remporte son premier tournoi ATP en 1989 à Athènes, où il bat Kent Carlsson (no 6 mondial) en finale. La même année, il se qualifie pour les quarts de finale à Roland Garros (victoire sur Tim Mayotte, 9e mondial au deuxième tour), atteint le meilleur rang mondial de sa carrière (22e) et est nommé Consul Honoraire d'Haïti à Bordeaux. En 1990, on le surnomme La sensation haïtienne grâce à ses victoires aux tournois de Berlin (contre Alexander Volkov) et Gênes (contre Tarik Benhabiles).
Sa carrière fut ensuite plus irrégulière (finale à Båstad en 1993 notamment) et émaillée d'un long break en 1996-1997, avant de réussir un impressionnant retour en 1998 à l'âge de 33 ans, passant de la 790e place à la 241e sans bénéficier d'aucune wild card. Il atteint à nouveau le top 100 l'année suivante (88e), et ce après 35 ans, performance que seul Jimmy Connors était parvenu à réaliser auparavant. Vainqueur d'un dernier tournoi Challenger à Birmingham en 2000, Ronald Agénor commença sa reconversion comme entraîneur en 2001 et ouvrit la Ronald Agenor Tennis Academy à Los Angeles en mai 2002, un mois après avoir mis un terme à sa carrière de joueur professionnel lors du tournoi Challenger de Calabasas (Californie). Il se maria la même année au mannequin Tonya Williams, avec qui il a eu deux enfants, nés en 2003 et 2005.
Il a par ailleurs remporté les tournois Challenger de Marrakech en 1985, Dortmund en 1987, Marseille en 1991, Yvetot en 1992, La Réunion en 1993, Fürth et Contrexéville en 1999 et Birmingham en 2000.
Ronald Agénor est membre du club des Champions de la Paix, un collectif d'athlètes de haut niveau créé par Peace and Sport, organisation internationale basée à Monaco et œuvrant pour la construction d'une paix durable grâce au sport.

## Palmarès

### Titres en simple messieurs
| No | Date       | Nom et lieu du tournoi                | Catégorie    | Dotation  | Surface         | Finaliste        | Score         |  |
| -- | ---------- | ------------------------------------- | ------------ | --------- | --------------- | ---------------- | ------------- |  |
| 1  | 10-04-1989 | Athens International, Athènes         |              | 93 400 $  | Terre (ext.)    | Kent Carlsson    | 6-3, 6-4      |  |
| 2  | 18-06-1990 | IP Cup, Gênes                         | World Series | 225 000 $ | Terre (ext.)    | Tarik Benhabiles | 3-6, 6-4, 6-3 |  |
| 3  | 08-10-1990 | European Indoor Championships, Berlin | World Series | 260 000 $ | Moquette (int.) | Aleksandr Volkov | 4-6, 6-4, 7-6 |  |

### Finales en simple messieurs
| No | Date       | Nom et lieu du tournoi            | Catégorie    | Dotation  | Surface      | Vainqueur      | Score         |  |
| -- | ---------- | --------------------------------- | ------------ | --------- | ------------ | -------------- | ------------- |  |
| 1  | 06-07-1987 | Suisse Open, Gstaad               |              | 200 000 $ | Terre (ext.) | Emilio Sánchez | 6-2, 3-6, 7-6 |  |
| 2  | 13-07-1987 | Grand Prix Passing Shot, Bordeaux |              | 125 000 $ | Terre (ext.) | Emilio Sánchez | 5-7, 6-4, 6-4 |  |
| 3  | 05-10-1987 | Swiss Indoors, Bâle               |              | 200 000 $ | Dur (int.)   | Yannick Noah   | 7-6, 6-4, 6-4 |  |
| 4  | 25-07-1988 | Grand Prix Passing Shot, Bordeaux |              | 215 000 $ | Terre (ext.) | Thomas Muster  | 6-3, 6-3      |  |
| 5  | 05-07-1993 | Swedish Open, Båstad              | World Series | 235 000 $ | Terre (ext.) | Horst Skoff    | 7-5, 1-6, 6-0 |  |

### Finales en double messieurs
| No | Date       | Nom et lieu du tournoi           | Catégorie    | Dotation  | Surface      | Vainqueurs                   | Partenaire      | Score    |  |
| -- | ---------- | -------------------------------- | ------------ | --------- | ------------ | ---------------------------- | --------------- | -------- |  |
| 1  | 07-07-1986 | Grand Prix Passing Shot Bordeaux |              | 125 000 $ | Terre (ext.) | Jordi Arrese David de Miguel | Mansour Bahrami | 7-5, 6-4 |  |
| 2  | 09-01-1995 | Indonesian Open Jakarta          | World Series | 303 000 $ | Dur (ext.)   | David Adams Andreï Olhovskiy | Shūzō Matsuoka  | 7-5, 6-3 |  |

## Parcours dans les tournois duGrand Chelem

### En simple
| Année | Open d'Australie | Open d'Australie | Internationaux de France | Internationaux de France | Wimbledon       | Wimbledon   | US Open         | US Open       |
| ----- | ---------------- | ---------------- | ------------------------ | ------------------------ | --------------- | ----------- | --------------- | ------------- |
| 1985  | —                | —                | 1er tour (1/64)          | J. McEnroe               | —               | —           | 1er tour (1/64) | Bob Green     |
| 1986  | —                | —                | 1er tour (1/64)          | Martín Jaite             | 1er tour (1/64) | H. Leconte  | 1er tour (1/64) | Jay Berger    |
| 1987  | —                | —                | 1er tour (1/64)          | I. Lendl                 | —               | —           | 2e tour (1/32)  | A. Gómez      |
| 1988  | —                | —                | 1/8 de finale            | M. Wilander              | —               | —           | 1/8 de finale   | D. Rostagno   |
| 1989  | —                | —                | 1/4 de finale            | M. Chang                 | 2e tour (1/32)  | M. Chang    | 3e tour (1/16)  | Tim Mayotte   |
| 1990  | 2e tour (1/32)   | Y. Noah          | 1er tour (1/64)          | H. Leconte               | —               | —           | 1er tour (1/64) | Jay Berger    |
| 1991  | —                | —                | 2e tour (1/32)           | J. Connors               | —               | —           | 1er tour (1/64) | M. Laurendeau |
| 1992  | —                | —                | 1er tour (1/64)          | J. Tarango               | —               | —           | —               | —             |
| 1993  | 1er tour (1/64)  | G. Forget        | 1er tour (1/64)          | K. Nováček               | 2e tour (1/32)  | Jim Courier | 2e tour (1/32)  | Todd Martin   |
| 1994  | —                | —                | 3e tour (1/16)           | S. Bruguera              | 1er tour (1/64) | A. Medvedev | 2e tour (1/32)  | R. Fromberg   |
| 1995  | 1er tour (1/64)  | R. Furlan        | —                        | —                        | —               | —           | —               | —             |
| 1996  | —                | —                | —                        | —                        | —               | —           | —               | —             |
| 1997  | —                | —                | —                        | —                        | —               | —           | —               | —             |
| 1998  | —                | —                | —                        | —                        | —               | —           | —               | —             |
| 1999  | —                | —                | —                        | —                        | —               | —           | —               | —             |
| 2000  | 1er tour (1/64)  | M. Mirnyi        | 2e tour (1/32)           | F. Vicente               | 1er tour (1/64) | A. Popp     | —               | —             |

N.B. : à droite du résultat se trouve le nom de l'ultime adversaire.

### En double
| Année | Open d'Australie | Open d'Australie | Internationaux de France        | Internationaux de France | Wimbledon | Wimbledon | US Open                    | US Open                 |
| ----- | ---------------- | ---------------- | ------------------------------- | ------------------------ | --------- | --------- | -------------------------- | ----------------------- |
| 1986  | —                | —                | 1er tour (1/32) F. Maciel       | P. Fleming G. Forget     | —         | —         | 1er tour (1/32) M. Bahrami | A. Gómez S. Živojinović |
| 1988  | —                | —                | 1er tour (1/32) G. Perez-Roldan | G. Barbosa M. Menezes    | —         | —         | —                          | —                       |

N.B. : le nom du ou de la partenaire se trouve sous le résultat ; le nom des ultimes adversaires se trouve à droite.

## Parcours enMasters Series
| Année | Indian Wells       | Miami                | Monte-Carlo               | Rome                   | Hambourg                | Canada              | Cincinnati            | Stockholm puis Essen puis Stuttgart | Paris                       |
| ----- | ------------------ | -------------------- | ------------------------- | ---------------------- | ----------------------- | ------------------- | --------------------- | ----------------------------------- | --------------------------- |
| 1986  | —                  | 2e tour B. Gilbert   | 1/4 de finale M. Wilander | 1/8 de finale L. Pimek | —                       | —                   | 1er tour J. Connors   | —                                   | 1/8 de finale J. McEnroe    |
| 1987  | —                  | 2e tour B. Gilbert   | 2e tour T. Benhabiles     | 1/8 de finale P. Canè  | 1er tour D. Cahill      | —                   | 1er tour van Rensburg | —                                   | —                           |
| 1988  | —                  | 1er tour J. Frawley  | 1er tour J. Arrese        | 1/2 finale G. Pérez    | —                       | —                   | —                     | 2e tour J. Gunnarsson               | 1/8 de finale A. Chesnokov  |
| 1989  | —                  | 1er tour J. Grabb    | 1/4 de finale M. Wilander | 1er tour B. Orešar     | —                       | —                   | —                     | 1er tour M. Šrejber                 | 1/8 de finale A. Krickstein |
| 1990  | 1er tour K. Curren | 3e tour M. Kratzmann | 1/8 de finale B. Becker   | 1er tour G. Pérez      | 2e tour F. Davín        | —                   | —                     | —                                   | 2e tour G. Forget           |
| 1991  | —                  | —                    | 2e tour A. Cherkasov      | 1er tour A. Mancini    | 1/8 de finale S. Edberg | —                   | 1er tour D. Visser    | 2e tour G. Forget                   | 1er tour J. Connors         |
| 1992  | —                  | 2e tour A. Mancini   | —                         | 1er tour J. Yzaga      | —                       | —                   | —                     | —                                   | —                           |
| 1993  | —                  | —                    | —                         | —                      | 1er tour J. Arrese      | 1er tour P. McEnroe | —                     | —                                   | —                           |
| 1994  | —                  | —                    | 1er tour G. Ivanišević    | 1er tour A. Gaudenzi   | —                       | 1er tour B. Steven  | —                     | —                                   | —                           |
| 1999  | —                  | 1er tour J. Krošlák  | —                         | —                      | —                       | —                   | —                     | —                                   | —                           |
| 2001  | —                  | —                    | —                         | —                      | —                       | 1er tour G. Kuerten | —                     | —                                   | —                           |

N.B. : sous le résultat se trouve le nom de l’ultime adversaire.